# Alessandro Andrei
Alessandro Andrei (* 3. ledna 1959 Florencie) je bývalý italský atlet, olympijský vítěz ve vrhu koulí.
Při premiéře světového šampionátu v Helsinkách v roce 1983 skončil v soutěži koulařů sedmý. Při halovém mistrovství Evropy v roce 1984 vybojoval bronzovou medaili. Na olympiádě v Los Angeles ve stejném roce při neúčasti závodníků ze sovětského bloku zvítězil výkonem 21,26 m. Pod stupni vítězů, na čtvrtém místě skončil při mistrovství Evropy ve Stuttgartu v roce 1986. Svých nejlepších výkonů dosáhl na mítinku 12. srpna 1987 ve Viareggiu. V sérii 22,19 – 22,37 – 22,72 – 22,84 -22,91 – 22,74 celkem třikrát vylepšil světový rekord. Za necelé tři týdny pak získal stříbrnou medaili na světovém šampionátu v Římě. Na následujících světových soutěžích už neskončil na stupních vítězů, při svém posledním olympijském startu v Barceloně v roce 1992 skončil mezi koulaři jedenáctý.